# Birgit Beisheim

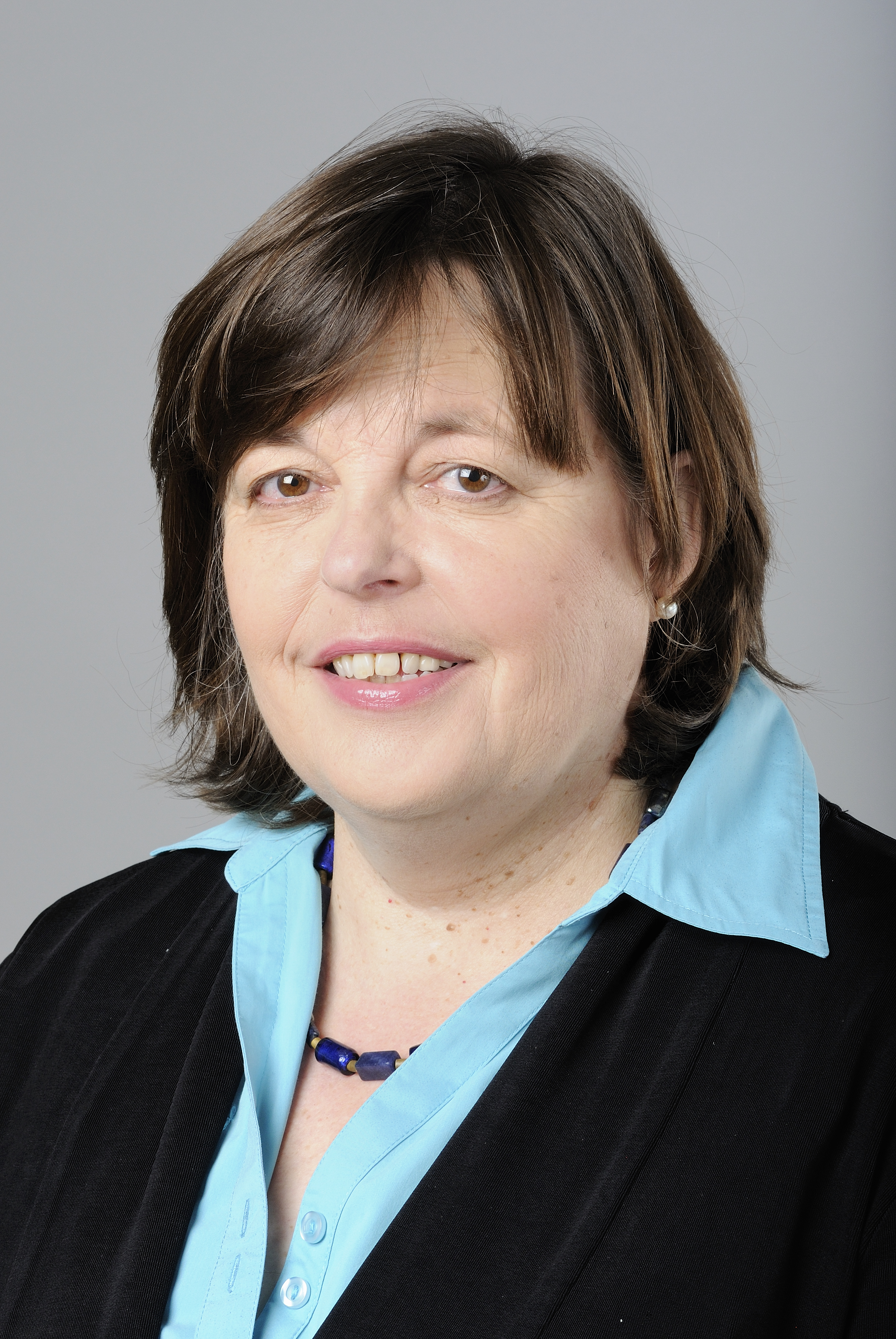
Birgit Beisheim (2013).

Birgit Beisheim (* 1. Mai 1962 in Hamm) ist eine deutsche Politikerin (Bündnis 90/Die Grünen). Sie wurde in der Landtagswahl in Nordrhein-Westfalen 2012 als Abgeordnete in den 16. Landtag von Nordrhein-Westfalen gewählt und gehörte diesem bis zur Konstitution des 17 Landtag am 31. Mai 2017 an. Seit 2020 ist sie Mitglied im erstmals direkt gewählten Ruhrparlament.
Beisheim kandidierte im Landtagswahlkreis Duisburg I, wo sie 9,0 % der Erststimmen erhielt. Den Wahlkreis gewann Sarah Philipp (SPD). Ihr Landtagsmandat gewann Beisheim über den Platz 29 – den letzten Platz der Liste, der noch ein Mandat erhielt – der Landesliste der Grünen.
Die promovierte Chemikerin leitet als Unternehmerin ein Dienstleistungsunternehmen, AMCO united, das aus den M.I.M.-Hüttenwerken in Duisburg ausgegliedert worden war. Beisheim sitzt im Sportausschuss der Stadt Duisburg und war bis 2012 zweite stellvertretende Bezirksbürgermeisterin in der Bezirksvertretung Duisburg-Süd.
Für die erste Direktwahl des Ruhrparlaments war sie 2020 zusammen mit Patrick Voss (Listenplatz 2) Spitzenkandidatin. Seit 2020 ist sie zusammen mit Voss, Vorsitzende der Grünen-Fraktion im Ruhrparlament. Bis 2020 war sie Vorsitzende der Grünen Duisburg.
Beisheim ist verheiratet und hat einen Sohn. Sie engagiert sich ehrenamtlich im Philharmonischen Chor Duisburg sowie im Verein Gegen Vergessen – Für Demokratie.